# Almacén de Cabrera
El Almacén de Cabrera se encuentra situado en la avenida de Francia números 25 y 27 de la localidad de Villarreal (Castellón), España. Es un edificio industrial de estilo modernista valenciano construido en el año 1919.

## Edificio
El edificio es obra del arquitecto José Gimeno Almela. Fue construido a instancias de Tomás Cabrera como almacén para la exportación de naranjas. De ahí su estratégica ubicación junto a la estación de Villarreal y la línea de ferrocarril Castellón-Valencia. Su construcción fue finalizada en 1919. Su estilo arquitectónico es el modernismo valenciano. Posee dos fachadas, una principal orientada a la avenida de Francia y otra al paseo de la Estación. 
Consta de planta baja y una única altura. La fachada principal, orientada a la avenida de Francia, tiene una planta baja con ornamentación austera. En la primera altura tiene amplios ventanales que aportan luz al interior junto con una rica decoración modernista de tipo vegetal incluyendo motivos agrícolas (naranjas, etc). La fachada está coronada por un escudo de Villarreal. 
En la fachada del paseo de la Estación la decoración es totalmente austera, propia del uso industrial para el que fue diseñado. En esta fachada posee amplios ventanales y ventanas con forma de óculos.
En el plan municipal de ordenación de la avenida de Francia se contemplaba el derribo del edificio en 1996. La Universidad Jaime I se opuso y después de un informe de la Consejería de Cultura de la Generalidad Valenciana se ordenó su conservación permitiendo al ayuntamiento retranquear el edificio para alinearlo con el resto de construcciones de la avenida.
Después de un lento proceso, fue restaurado y rehabilitado para albergar el Espacio Joven de la Concejalía de Juventud del Ayuntamiento de Villarreal. El edificio fue reinaugurado en febrero de 2011.